# Tractat d'usura
Il Tractat d'Usura (Trattato sull'usura) è un'opera letteraria scritta da Francesc Eiximenis in catalano intorno al 1374, probabilmente in Catalogna. 

## Contenuto
Il libro tratta dell'usura, un tema molto dibattuto nel diritto canonico medievale. 
Secondo l'indice, il libro era composto da ventotto capitoli, dei quali se ne conservano solo 14. Tra questi, cinque capitoli sono riportati nel Terç del Crestià (Terzo Libro del Cristiano), nella parte dell'opera dove viene affrontato il tema dell'avarizia. 
Nel testo, lo scrittore Francesc Eiximenis dimostra una chiara posizione sul tema dell'usura: il suo pensiero si rifà al Vangelo di Luca (6,35), dove è scritto "amate i vostri nemici, fate del bene e prestate senza sperarne nulla". Questo pensiero è un principio generale della carità cristiana molto sentito dalla scuola francescana, alla quale lo scrittore apparteneva.
Francesc Eiximenis, nonostante ciò, riconosce il valore legale dei censals e dei violaris, ossia del diritto di avere una rendita, per un certo periodo di tempo o per tutta la vita, dopo avere pagato una quantità di denaro. Si trattava di consuetudini molto comuni nella Catalogna e nella Corona di Aragona durante il Medioevo, oltre ad essere un tema molto dibattuto nel diritto canonico medievale. La fonte usata da Eiximenis per giustificare la legalità dei censals e dei violaris, è un piccolo trattato sull'argomento scritto dal domenicano Bernat de Puigcercós.

## Influenze
Il libro è stato influenzato da diverse fonti di diritto canonico: oltre a opere classiche, come il Decreto di Graziano e le Decretali di Gregorio IX, si devono citare canonisti quali Enrico da Susa, Raimondo di Peñafort e Goffredo da Trani. È notevole anche l'influenza di autori scolastici, quali i francescani Alessandro d'Alessandria e Duns Scoto, e i domenicani Tommaso d'Aquino e Durando di San Porciano.

## Trascrizione e edizione
Quest'opera fu trascritta e pubblicata nel 1985 da Josep Hernando Delgado, utilizzando il testo del manoscritto nº 42 del Monastero di Sant Cugat, conservato nell'Archivio Generale della Corona di Aragona.